# Egon von Petersdorff
Egon von Petersdorf (Posen, 8. siječnja 1892. – 5. rujna 1963.), njemački kršćanski demonolog, jedan od najvećih stručnjaka za demonologiju u 20. stoljeću.
Napisao je djelo "Demonologija" u dva velika sveska i "Demoni, vještice, spiritisti" koje predstavlja dopunjenu sintezu prethodnog djela.